# Al-Sahwah
Al-Sahwah (tiếng Ả Rập: السهوة, cũng đánh vần el-Sahoa hoặc Sahweh, tiếng tiếng Thổ Nhĩ Kỳ: El Sehva); còn được gọi là Sahwat al-Qamh hoặc Sehwet el-Kamh là một ngôi làng ở miền nam Syria, một phần hành chính của Tỉnh Daraa, nằm ở phía đông Daraa. Các địa phương lân cận bao gồm al-Jiza ở phía tây nam, Ghasm ở phía nam, Maaraba, Daraa ở phía đông nam, Umm Walad ở phía đông bắc, al-Musayfirah ở phía bắc và Kahil ở phía tây. Theo Cục Thống kê Trung ương Syria, al-Sahwah có dân số 3.950 người trong cuộc điều tra dân số năm 2004, khiến nơi đây trở thành địa phương ít dân nhất trong al-Musayfirah nahiyah ("cấp dưới").

## Lịch sử
Năm 1596, Al-Sahwah xuất hiện trong sổ đăng ký thuế của Ottoman dưới tên Sahut al-Qamh, là một phần của nahiya của Butayna ở Qada của Hauran. Nó có một dân số hoàn toàn Hồi giáo bao gồm 9 hộ gia đình và 4 cử nhân. Thuế đã được trả cho lúa mì, lúa mạch, vụ mùa hè, dê và/hoặc tổ ong.
Có những tàn tích của một tòa tháp cổ và một nhà thờ ở al-Sahwah. Mặc dù các tòa nhà có một số ý nghĩa, chúng không khác nhiều so với kiến trúc La Mã và Byzantine cổ đại được tìm thấy trên khắp Hauran. Ngôi làng không có bất kỳ cư dân Kitô giáo nào trong thế kỷ 19.
Năm 1838, ngôi làng được phân loại là khirba ("ngôi làng bị bỏ hoang") bởi học giả kinh thánh người Anh Eli Smith. Vào cuối thế kỷ 19 al-Sahwah có dân số khoảng 350 người sống trong khoảng 70 hộ gia đình. Ngôi làng dễ bị xâm phạm bởi những kẻ đột kích Druze, và cũng thiếu nguồn nước. Dân làng đã phải trả một khoản tiền nhất định cho Druze sheikhs ("tù trưởng"), để kết nối với một kênh nước phía nam làng và lấp đầy hồ chứa của làng. Nếu trong trường hợp mùa màng thất bát, họ không thể trả số tiền này, ngôi làng sẽ phải đối mặt với nạn đói hàng loạt và gia súc phải được đưa đến Bosra để lấy nước.